# Salud
Salud è un comune (corregimiento) della Repubblica di Panama situato nel distretto di Chagres, provincia di Colón. Si estende su una superficie di 106,2 km² e conta una popolazione di 2.162 abitanti (censimento 2010).